# Stazione di Cercola
Stazione di Cercola vasútállomás Olaszországban, Cercola településen.

## Vasútvonalak
Az állomást az alábbi vasútvonalak érintik:
- Nápoly–Ottaviano–Sarno-vasútvonal

## Kapcsolódó állomások
A vasútállomáshoz az alábbi állomások vannak a legközelebb:
- Stazione di Pollena (Stazione di Sarno (Circumvesuviana), Nápoly–Ottaviano–Sarno-vasútvonal)
- Stazione di Vesuvio de Meis (Stazione di Napoli Porta Nolana, Nápoly–Ottaviano–Sarno-vasútvonal)